# 4122 Ferrari
4122 Ferrari (1986 OA) là một tiểu hành tinh vành đai chính được phát hiện ngày 28 tháng 7 năm 1986 bởi Osservatorio San Vittore ở Bologna, Ý.